# Mesocyclops annulatus
Mesocyclops annulatus – gatunek widłonoga z rodziny Cyclopidae. Opisał go w 1892 roku polski zoolog Antoni Wierzejski, nadając mu nazwę Cyclops annulatus.